# Zasad
Zasad (cirill betűkkel Засад), település Szerbiában, a Raškai körzet Kraljevoi községében.

## Népesség
- 1948-ban 195 lakosa volt.
- 1953-ban 194 lakosa volt.
- 1961-ben 178 lakosa volt.
- 1971-ben 165 lakosa volt.
- 1981-ben 151 lakosa volt.
- 1991-ben 128 lakosa volt.
- 2002-ben 109 lakosa volt,[1] akik közül 108 szerb (99,08%) és 1 ismeretlen.[2]